# تسیباک‌هازا
تسیباک‌هازا (به مجاری:  Cibakháza) یک منطقهٔ مسکونی در مجارستان است که در ناحیه کون‌سنت‌مارتون واقع شده‌است. تسیباک‌هازا ۱۳۸٫۰۸ کیلومتر مربع مساحت و ۴٬۴۰۰ نفر جمعیت دارد.